# Blepharidatta
Blepharidatta (лат.) — род земляных муравьёв трибы Attini из подсемейства Myrmicinae (Formicidae). Новый Свет. 4 вида.

## Распространение
Южная Америка: Аргентина, Бразилия и Колумбия. Обитают во влажных тропических лесах.

## Описание
Мелкого размера муравьи коричневого цвета; длина рабочих от 2 до 4 мм. Усики состоят из 11 сегментов, булава усиков 2-члениковая. Усиковые бороздки углублённые и длинные. Голова самок крупная, благодаря которой они могут затыкать входы в подземные камеры своего гнезда. Форма головы или вытянутая (почти на треть длиннее своей ширины) с выступающими заднебоковыми углами, или широкая дисковидная у эргатоидных самок Blepharidatta conops Kempf, 1967. Грудь узкая, без промезонотального и мезоэпинотального швов. Заднегрудка с длинными проподеальными шипиками
Стебелёк между грудкой и брюшком состоит из двух узловидных члеников (петиоль и постпетиоль). Петиоль длинный и узкий, стебельчатый, с округлым и низким узелком. Брюшко блестящее, небольшое с крупным первым сегментом (остальные сегменты мелкие).
Семьи малочисленные, включают около сотни рабочих особей. Муравьи населяют наземный подстилочный ярус во влажных тропических лесах Амазонии. Хищники и сборщики мелких членистоногих. Личинки Blepharidatta имеют профиль тела аттоидного типа (attoid); сегментация неотчётливая. Мандибулы личинок мелкие, субтреугольные, амблиопоноидного типа (amblyoponoid), с 2 острыми зубцами, одним апикальным и одним субапикальным.

## Систематика
Описано 4 вида и ещё несколько обнаружено. Род имеет давнюю и сложную таксономическую историю. Он был впервые выделен в 1915 году американским мирмекологом профессором Уильямом Уилером (англ. Wheeler W. M.; 1865—1937) на основании типового вида, описанного из Бразилии. Второй вид Blepharidatta conops был описан в 1967 году в ходе ревизии американским энтомологом Вальтером Кемпфом (Kempf Walter W.; 1920—1976). В 2015 году было описано ещё 2 новых вида: Blepharidatta delabiei Brandão, 2015 и Blepharidatta fernandezi Brandão, 2015. Род Blepharidatta изначально рассматривался морфологически близким к муравьям-грибководам и листорезам из трибы Attini.
Систематическое положение таксона разными авторами принималось по-разному и в составе разных триб мирмициновых муравьёв (Myrmicinae): Dacetini (Emery, 1924; Donisthorpe, 1943); Ochetomyrmecini (Brown, 1953, 1973; Kempf, 1972); Attini (Forel, 1917; Wheeler, W. M. 1915); или отдельная самостоятельная триба Blepharidattini (вместе с родом Wasmannia; Wheeler, G. C. and Wheeler, J. 1991; Bolton, 1994, 2003). В 2014 году в ходе молекулярно-филогенетического исследования и полной реклассификации всех мирмицин (Ward et al., 2014) было оставлено только 6 триб с изменённым составом. По этим данным триба Blepharidattini включается в состав трибы Attini, принимаемой в расширенном составе из 45 родов с включением всех родов 6 триб (Basicerotini, Blepharidattini, Cephalotini, Dacetini, Phalacromyrmecini, Pheidolini). В настоящее время Blepharidatta большинством мирмекологов рассматривается предковой формой для муравьёв-грибководов трибы Attini.